# Re-commerce
Der Begriff Re-Commerce (alternative Schreibweise Recommerce) ist eine Kombination der Begriffe E-Commerce (englisch für „elektronischer Handel/Handelsverkehr“) und Re (englisch für „wieder“ oder „zurück“) und beschreibt den Handelsverkehr gebrauchter Gegenstände über das Internet. Meistens handelt es sich dabei um Konsumelektronik wie Mobiltelefone, Digitalkameras, MP3-Player, Business-IT und Tablet-PCs. Ebenso können Bücher, CDs, Computerspiele sowie Filme auf DVD und Blu-ray Disc online verkauft werden. Auch der Onlinehandel mit gebrauchter Kleidung ist ein wachsender Markt. Während in den USA und Großbritannien schon seit vielen Jahren bereits diverse Online-Ankaufs-Plattformen existieren, setzt sich nun der Trend auch in Deutschland durch.

## Geschichte
Die Anfänge für Re-Commerce werden in Deutschland auf das Jahr 2003 zurückgeführt, als T-Mobile mit einer Rücknahmeaktion für Handys startete. Allerdings geschah dies noch nicht online. Als Pioniere des Re-Commerce gelten Momox, Medifanten für Bücher, Rebuy für PC-Spiele, ITSCO für Business-IT, Wirkaufens und Flip4New für Elektronik, Verkaufsuns und Cash4new für Smartphones, sellmyprojector.com für Beamer und textil-ankauf.com für Bekleidung. Allerdings nehmen diese Ankaufservices auch produktübergreifend verschiedene Artikel entgegen, wie mySWOOOP, Momox, clevertronic, reBuy, Flip4New, ZOXS sowie Wirkaufens. Um den Kunden den Abverkauf so einfach wie nur möglich zu gestalten, bieten einige Händler kostenlose Versandscheine oder sogar Abholungen an.
Es gibt auf dem deutschen Markt über 50 Anbieter für verschiedene Produktkategorien. Auch große E-Commerce-Unternehmen bieten Re-Commerce. So kauft eBay in Kooperation mit Flip4new gebrauchte Elektronikartikel auf sofortverkauf.ebay.de an, Media-Saturn nutzt europaweit seine stationären Läden um Ankäufe an Flip4new weiterzuleiten und Otto arbeitet mit Wirkaufens zusammen. Sogar Apple startete nach Amazon sein Trade-in-Programm. Die größten Unterschiede zu den bekannten Auktionsseiten sind die relativ einfache Abwicklung und das sofortige Preisangebot. Die Gegenstände werden im Normalfall wiederaufgearbeitet (Refurbishing) und dem Markt ein weiteres Mal zugeführt. Ältere Gegenstände mit geringem Wert werden häufig für Spenden gesammelt oder recycelt.
Soweit Geräte mit dem Ziel angekauft werden, lediglich Komponenten oder Rohstoffe zurückzugewinnen, die Geräte also dem Recycling zuzuführen, ist eine Abgrenzung zum Re-Commerce vorzunehmen. Dieses Geschäftsmodell wird als Recy-Commerce bezeichnet. Hierbei sind grundsätzlich abfallrechtliche Fragestellungen zu berücksichtigen, da der Ankauf von Abfällen unzulässig sein kann.
Gebrauchte Kleidung ihrer eigenen Marke bieten mittlerweile auch Hersteller wie Adidas, About You, Dr. Martens, Farfetch, Hugo Boss, H&M, Levi’s, The North Face und Zalando (überwiegend online) an. Auch Tommy Hilfiger kündigte an, Secondhandkleidung der eigenen Marke mit ins Sortiment aufnehmen, allerdings zunächst nur in den USA.